# ITV Serveis Andorra
ITV Serveis Andorra (kurz: ITV) ist eine durch ein Gesetz gegründete Organisation im Fürstentum Andorra. ITV führt die amtliche Hauptuntersuchung für Kraftfahrzeuge aller Art durch und ist vergleichbar mit dem deutschen TÜV. 

## Aufgaben und Organisation
Die ITV Services S.A. Andorra wurde 2006 gegründet, sie ist im Besitz des Automobilclubs von Andorra und der Firma  Applus Iteuve Technology  S.L.U., jeweils zu 50 %, wobei Applus auch für die allgemeine Zertifizierung und die technischen Dienstleistungen für Industrie und Gewerbe zuständig ist. Applus ist so z. B. zuständig für die Zertifizierung, die Prüfung und Kalibrierung aller technischen Geräte, die beispielsweise einer Eichpflicht unterliegen. 
Die Fristen der Hauptuntersuchung von Kraftfahrzeugen in Andorra sind per Gesetz festgelegt. Üblich ist eine erste Prüfung beim ITV nach fünf Jahren für Neufahrzeuge, danach alle zwei Jahre sowie jährlich bei Fahrzeugen, die älter als neun Jahre sind. Für Busse, Taxen und Lastkraftwagen gelten andere Zeiten. Seit 2009 ist ITV Andorra Vollmitglied der CITA (International Committee for the Motor Vehicle Inspection).